# George A. Finch
George Augustus Finch (* 22. September 1884; † 17. Juli 1957) war ein amerikanischer Jurist, der insbesondere im Bereich des Völkerrechts tätig war.

## Leben
Finch erhielt seine universitäre Ausbildung an der Georgetown University. Nach seinem Abschluss im Jahr 1907 arbeitete er als Referent am Außenministerium der Vereinigten Staaten. Dort war er unter anderem für James Brown Scott tätig. Als dieser 1911 zur Carnegie-Stiftung für internationalen Frieden wechselte, um dort die Leitung der Abteilung für völkerrechtliche Fragen zu übernehmen, überzeugte er Finch ebenfalls dorthin zu wechseln. Neben seiner Tätigkeit für die Stiftung engagierte sich Finch ab diesem Zeitpunkt auch in erheblichem Maß in der Amerikanischen Gesellschaft für Internationales Recht. Bis 1940 war Finch als Stellvertreter Scotts in der Carnegie-Stiftung tätig und übernahm, mit dessen Ruhesetzung, die Leitung der Abteilung für völkerrechtliche Fragen. Zugleich wurde er in das Kuratorium der Stiftung aufgenommen. Bereits zuvor hatte sich Finch einen Namen als Experte für völkerrechtliche Fragen in Zusammenhang mit dem Kriegsrecht gemacht. So war er etwa im Jahr 1918 als Berater des War Industries Board tätig. Nach Eintritt der Vereinigten Staaten in den Ersten Weltkrieg war er als Mitarbeiter des State-Navy Neutrality Board vor allem damit betraut, Rechtsgutachten zu verschiedenen Fragen des Kriegsrechts für den Außenminister zu erstellen. Auch auf internationaler Ebene trat er mehrfach in Erscheinung. So wurde Finch etwa nach dem Waffenstillstand von Compiègne als Rechtsberater der amerikanischen Kommission zu den Friedensverhandlungen nach Paris entsandt. 1929 war Finch Repräsentant der Carnegie-Stiftung im Orient. Im Jahr 1945 nahm er als Mitglied der amerikanischen Delegation an der Konferenz von San Francisco zur Gründung der Vereinten Nationen teil. Auch beriet er weiterhin die Regierung seines Heimatlandes immer wieder. Finch war auch im akademischen Bereich tätig. So hielt er beispielsweise Vorlesungen an der Edmund A. Walsh School of Foreign Service der Georgetown University.

## Mitgliedschaften und Auszeichnungen
Schon in jungen Jahren spielte Finch als Vertrauter von James Brown Scott innerhalb der Amerikanischen Gesellschaft für internationales Recht eine große Rolle. Von 1909 bis 1924 war er deren stellvertretender Generalsekretär. Zwischen 1924 und 1943 hatte er die Stelle des Generalsekretärs der Gesellschaft inne und war zugleich leitender Redakteur des American Journal of International Law. Von 1943 bis 1953 übernahm er dann die Aufgaben des Chefredakteurs der Zeitschrift und war zugleich stellvertretender Präsident der Gesellschaft. Nach seinem Rückzug aus dem täglichen Geschäft wurde er zum stellvertretenden Ehrenpräsidenten der Gesellschaft und zum Chefredakteur ehrenhalber ernannt. Finch war auch Mitglied der American Bar Association und koordinierte als stellvertretender Vorsitzender eines Komitees die Zusammenarbeit mit den Vereinten Nationen. Zudem war Finch Mitglied des Institut de Droit International, korrespondierendes Mitglied der Panamanian Academy of International Law und Ehrenmitglied des Hellenic Institute of International and Foreign Law. Auch gehörte er dem Kuratorium der Haager Akademie für Völkerrecht an. Für seinen Einsatz für lateinamerikanische Belange wurde er als Offizier in den Orden Carlos Manuel de Céspedes aufgenommen und mit dem Orden Vasco Núñez de Balboa ausgezeichnet. Zudem wurde ihm die Ehrendoktorwürde der Aristoteles-Universität Thessaloniki verliehen.

## Publikationen (Auswahl)
- The sources of modern international law. Carnegie Endowment of International Peace, Washington 1937.
- Adventures in internationalism: a biography of James Brown Scott. The Lawbook Exchange, Clark (NJ) 2012, ISBN 978-1-61619-165-8 (herausgegeben von William Elliott Butler).